# La Cassa
La Cassa – miejscowość i gmina we Włoszech, w regionie Piemont, w prowincji Turyn.
Według danych na rok 2004 gminę zamieszkiwało 1326 osób, 120,5 os./km².